# Обстріли Берислава (листопад, 2024)
Ця стаття є частиною сторінки Обстріли Берислава (2024 рік) з 24 лютого 2022 року, яка є частиною Історії Берислава та Обстрілів Берислава.
Обстріли Берислава за листопад 2024 року — низка терористичних атак на місто Берислав та район військами РФ, що почалися під час російського вторгнення в Україну з 24 лютого 2022 року та тривають понині.
Берислав до вторгнення Росії в Україну був осередком освіти Херсонщини з двома коледжами.
Зараз місто зазнало значних руйнувань, заміновані околиці, відсутні комунальні послуги. Під час окупації в місті була гостра нестача продуктів та ліків. Після деокупації місто зазнало нових випробувань, зокрема, відсутності електроенергії та води. Зараз Берислав перебуває під постійними обстрілами, внаслідок яких багато будинків пошкоджено, є поранені та загиблі. Багато людей в місті відмовляються покидати свої домівки, незважаючи на обстріли.

## Хронологія

###### 1 листопада 2024 року
1 листопада 2024 року російські війська обстріляли Берислав, Микільське, Томину Балку, Станіслав, Широку Балку, Тягинку, Томарине, Качкарівку, Білозерку, Гаврилівку, Комишани, Антонівку, Придніпровське та Львове. Також було здійснено два ракетні удари по Херсону. За даними начальника Херсонської обласної військової адміністрації Олександра Прокудіна, пошкоджено освітній та медичний заклади, завод, залізничне підприємство, станцію техобслуговування, три багатоповерхівки та 26 приватних будинків. Також пошкоджено газопроводи, господарчу споруду, будівельну техніку та приватні автомобілі. Внаслідок обстрілів поранено вісім осіб.

###### 2 листопада 2024 року
2 листопада 2024 року під російськими обстрілами та авіаударами опинилися Зеленівка, Інженерне, Антонівка, Садове, Придніпровське, Дніпровське, Білозерка, Станіслав, Кізомис, Томина Балка, Микільське, Новодмитрівка, Берислав, Гаврилівка, Томарине, Крупиця та Херсон. Про це повідомив начальник Херсонської обласної військової адміністрації Олександр Прокудін. Російські обстріли пошкодили освітні заклади, бібліотеку, церкву, поштове відділення, магазини, п'ять багатоповерхівок та 14 приватних будинків. Також було пошкоджено газопровід, гаражі та приватні автомобілі. Внаслідок обстрілів загинула одна людина, ще 10 отримали поранення, з них троє дітей.

###### 3 листопада 2024 року
3 листопада 2024 року під обстрілами російських окупантів опинилися Бериславська, Новорайська та Тягинська територіальні громади. Про це повідомив начальник Бериславської районної військової адміністрації Володимир Літвінов. Серед постраждалих населених пунктів — місто Берислав, села Шляхове, Червоний Маяк та Бургунка. Російські окупанти завдали артилерійських обстрілів по селам Шляхове, Червоний Маяк та околицях Бургунки, пошкодивши житлові будинки та господарські споруди. Крім того, окупанти атакували Берислав за допомогою безпілотних літальних апаратів. Жертв та постраждалих серед цивільного населення немає.

###### 4 листопада 2024 року
4 листопада 2024 року під обстрілами російських окупантів опинилися Бериславська та Тягинська територіальні громади. Про це повідомив начальник Бериславської районної військової адміністрації Володимир Літвінов. Серед постраждалих населених пунктів — місто Берислав, села Томарине та Тягинка. Російська армія завдала артилерійських обстрілів по Бериславу та селу Томарине, а також атакувала село Тягинка за допомогою безпілотних літальних апаратів. Пошкоджено житлові будинки та господарські споруди. Внаслідок обстрілу Берислава поранено 63–річного чоловіка, якого доставлено до лікарні для надання допомоги.

###### 5 листопада 2024 року
5 листопада 2024 року російські війська обстріляли Бериславську, Нововоронцовську, Милівську та Новорайську територіальні громади. Про це повідомив начальник Бериславської районної військової адміністрації Володимир Літвінов. Під обстріл потрапили місто Берислав, села Осокорівка, Новоолександрівка, Качкарівка, Червоний Маяк та Монастирське. Російська армія використовувала міномети, реактивні системи залпового вогню та артилерію. Внаслідок обстрілів пошкоджено житлові будинки, господарські споруди та адміністративну будівлю у селі Червоний Маяк. У селі Монастирське виникла пожежа, яку ліквідували підрозділи ДСНС. Жертв та постраждалих серед цивільного населення немає.

###### 6 листопада 2024 року
6 листопада 2024 року російсь кі війська обстріляли територіальні громади Бериславську, Нововоронцовську, Новоолександрівську та Новорайську. Про це повідомив начальник Бериславської районної військової адміністрації Володимир Літвінов. Серед постраждалих населених пунктів — Берислав, Зміївка, Нововоронцовка, Новоолександрівка, Михайлівка, Гаврилівка та Червоний Маяк. Артилерійські обстріли відбулися у Бериславі та околицях Новоолександрівки та Зміївки. Внаслідок обстрілів у Бериславі виникла пожежа у багатоквартирному будинку. Окупанти також використовували безпілотні літальні апарати для атак на Берислав, Нововоронцовку, Михайлівку, Гаврилівку та Червоний Маяк. Зафіксовані пошкодження житлових будинків і господарських споруд. Внаслідок необережного поводження з вибухонебезпечним предметом у селі Іщенка загинув 55–річний чоловік, поранена 53–річна жінка.

###### 7 листопада 2024 року
7 листопада 2024 року російські війська обстріляли Бериславську, Новоолександрівську та Милівську територіальні громади. Про це повідомив начальник Бериславської районної військової адміністрації Володимир Літвінов. Під обстріл потрапили місто Берислав, села Зміївка, Новоберислав, Новоолександрівка, Біляївка, Михайлівка, Качкарівка та Дудчани. Російська армія завдала авіаційних ударів по околицях Новоолександрівки, Біляївки та Михайлівки, а також артилерійських обстрілів по Качкарівці. Пошкоджено житлові будинки. Окупанти також використовували безпілотні літальні апарати для атак на Берислав, Зміївку, Новоберислав, Новоолександрівку та Дудчани. Внаслідок атак пошкоджено житлові будинки та господарські споруди. У селі Дудчани виникла пожежа житлового будинку, яку ліквідували підрозділи ДСНС. Внаслідок атаки БПЛА у Бериславі поранено 57–річного чоловіка, якого доставили до лікарні.

###### 8 листопада 2024 року
8 листопада 2024 року російські війська обстріляли Бериславську, Новоолександрівську та Милівську територіальні громади. Про це повідомив начальник Бериславської районної військової адміністрації Володимир Літвінов. Під обстріл потрапили місто Берислав, села Зміївка, Золота Балка, Новокаїри та Дудчани. Російська армія завдала артилерійських обстрілів по околицях Зміївки, Дудчан та Золотої Балки. Окупанти також використовували безпілотні літальні апарати для атак на Берислав, Новокаїри та Дудчани. Пошкоджено приватний транспортний засіб у Новокаїрах та виникла пожежа у багатоквартирному будинку в Бериславі, яку ліквідували підрозділи ДСНС. Внаслідок атаки БПЛА у Бериславі загинув 48–річний чоловік.

###### 9 листопада 2024 року
9 листопада 2024 року російські війська обстріляли прибережні населені пункти Бериславської, Новорайської та Тягинської територіальних громад. Про це повідомив начальник Бериславської районної військової адміністрації Володимир Літвінов. Внаслідок артилерійських обстрілів пошкоджено житлові будинки та господарські споруди у селах Томарине, Червоний Маяк та Тягинка. Жертв та постраждалих серед цивільного населення немає.

###### 11 листопада 2024 року
11 листопада 2024 року російські окупанти обстріляли Бериславську, Нововоронцовську, Новоолександрівську та Милівську територіальні громади. Про це повідомив начальник Бериславської районної військової адміністрації Володимир Літвінов. Під обстріл потрапили Берислав, Осокорівка, Михайлівка та Саблуківка. Російська армія завдала артилерійських та танкових ударів по Бериславу, селу Михайлівка та околицях Осокорівки, пошкодивши будівлі закладу освіти, будинку культури у Михайлівці та медичного закладу у Бериславі. Окупанти атакували Берислав та Саблуківку за допомогою безпілотних літальних апаратів, пошкодивши житлові будинки та господарські споруди. Жертв та постраждалих серед цивільного населення немає.

###### 12 листопада 2024 року
12 листопада 2024 року російські окупанти обстріляли Бериславську, Новоолександрівську та Милівську територіальні громади. Про це повідомив начальник Бериславської районної військової адміністрації Володимир Літвінов. Під обстріл потрапили місто Берислав, села Новоберислав, Шляхове, Золота Балка, Гаврилівка, Новокаїри, Качкарівка та Милове. Російська армія завдала артилерійських та мінометних ударів по селам Новоберислав та Шляхове, пошкодивши житлові будинки, господарські споруди та будівлю освітнього закладу у селі Милове. Внаслідок атак безпілотних літальних апаратів поранення отримали двоє жінок у Бериславі та чоловік у Гаврилівці. Постраждалим надано медичну допомогу.

###### 13 листопада 2024 року
13 листопада 2024 року російські окупанти обстріляли Бериславську, Нововоронцовську, Милівську та Тягинську територіальні громади. Про це повідомив начальник Бериславської районної військової адміністрації Володимир Літвінов. Під обстріл потрапили місто Берислав, село Томарине, селище Нововоронцовка, села Качкарівка, Милове, Одрадокам'янка та Тягинка. Російська армія завдала артилерійських ударів по селам Томарине, Тягинка та околицях селища Нововоронцовка, пошкодивши житлові будинки та господарські споруди. Внаслідок атак безпілотних літальних апаратів у Бериславі загинула жінка.

###### 14 листопада 2024 року
14 листопада 2024 року російські окупанти обстріляли Бериславську, Нововоронцовську та Новоолександрівську територіальні громади. Про це повідомив начальник Бериславської районної військової адміністрації Володимир Літвінов. Під обстріл потрапили місто Берислав, село Томарине, селище Нововоронцовка, села Гаврилівка та Михайлівка. Російська армія завдала артилерійських та мінометних ударів по селам Томарине та Михайлівка, пошкодивши житлові будинки та господарські споруди. Внаслідок атак безпілотних літальних апаратів жертв та постраждалих серед цивільного населення немає.

###### 15 листопада 2024 року
15 листопада 2024 року російські окупанти обстріляли Бериславську, Нововоронцовську та Тягинську територіальні громади. Про це повідомив начальник Бериславської районної військової адміністрації Володимир Літвінов. Під обстріл потрапили місто Берислав, села Томарине, Шляхове, Новоберислав, селище Нововоронцовка, села Осокорівка, Одрадокам'янка та Тягинка. Російська армія завдала авіаційних ударів по селу Одрадокам'янка, а також артилерійських та мінометних ударів по селам Томарине, Шляхове, Новоберислав, Тягинка та околицям селища Нововоронцовка. Внаслідок атак безпілотних літальних апаратів пошкоджено житлові будинки та господарські споруди. У селі Одрадокам'янка поранено чоловіка.

###### 16 листопада 2024 року
16 листопада 2024 року російські окупанти обстріляли Бериславську, Милівську та Тягинську територіальні громади. Про це повідомив начальник Бериславської районної військової адміністрації Володимир Літвінов. Постраждали місто Берислав, села Зміївка, Качкарівка та Тягинка. Внаслідок артилерійських обстрілів у Качкарівці було пошкоджено будівлю закладу освіти та житлові будинки. Окупанти також атакували Берислав, Зміївку та Тягинку за допомогою безпілотних літальних апаратів, що призвело до пошкодження житлових будинків та господарських споруд. У Бериславі внаслідок атаки БПЛА поранення отримав 55–річний чоловік, якого доставили до лікарні.

###### 17 листопада 2024 року
17 листопада 2024 року російські окупанти обстріляли Бериславську, Нововоронцовську, Милівську, Новорайську, Новоолександрівську та Тягинську територіальні громади. Про це повідомив начальник Бериславської районної військової адміністрації Володимир Літвінов. Постраждали місто Берислав, селища Нововоронцовка та Новорайськ, села Золота Балка, Милове, Червоний Маяк, Бургунка та Тягинка. Внаслідок артилерійських обстрілів у Золотій Балці було пошкоджено адміністративну будівлю, будинок культури та житлові будинки. Окупанти також атакували Берислав, Золоту Балку, Тягинку та околиці Червоного Маяка і Новорайська за допомогою безпілотних літальних апаратів, що призвело до пошкодження житлових будинків, господарських споруд та будівлі освітнього закладу. Жертв та постраждалих серед цивільного населення немає.

###### 18 листопада 2024 року
18 листопада 2024 року російські окупанти обстріляли Бериславську, Нововоронцовську, Великоолександрівську, Новоолександрівську та Тягинську територіальні громади. Про це повідомив начальник Бериславської районної військової адміністрації Володимир Літвінов. Постраждали місто Берислав, село Новоберислав, селище Нововоронцовка, села Трифонівка, Гаврилівка, Михайлівка, Золота Балка, Львове, Бургунка та Тягинка. Внаслідок авіаційних ударів постраждали села Бургунка, Львове та околиці Трифонівки. Артилерійські обстріли зазнали Гаврилівка, Михайлівка, Тягинка та околиці Нововоронцовки. За допомогою безпілотних літальних апаратів було атаковано Берислав, Новоберислав, Золоту Балку та Тягинку, що призвело до пошкодження житлових будинків, господарських споруд та адміністративної будівлі у Золотій Балці. Жертв та постраждалих серед цивільного населення немає.

###### 19 листопада 2024 року
19 листопада 2024 року російські окупанти обстріляли Бериславську, Нововоронцовську, Великоолександрівську, Новоолександрівську та Тягинську територіальні громади. Про це повідомив начальник Бериславської районної військової адміністрації Володимир Літвінов. Постраждали село Томарине, селище Нововоронцовка, села Михайлівка, Гаврилівка, Червоний Маяк та Тягинка. Внаслідок обстрілів із реактивних систем залпового вогню, артилерії та мінометів пошкоджено житлові будинки та господарські споруди у Томариному, Тягинці, Михайлівці та околицях Нововоронцовки. Окупанти також атакували Нововоронцовку, Михайлівку, Гаврилівку, Червоний Маяк та Тягинку за допомогою безпілотних літальних апаратів, що призвело до пошкодження житлових будинків, господарських споруд, будівлі освітнього закладу у Михайлівці та будівлі магазину у Нововоронцовці. Внаслідок атак БПЛА у Нововоронцовці поранення отримали 41–річна жінка та 20–річний чоловік, яким надали медичну допомогу.

###### 20 листопада 2024 року
20 листопада 2024 року російські окупанти обстріляли Бериславську, Нововоронцовську та Тягинську територіальні громади. Про це повідомив начальник Бериславської районної військової адміністрації Володимир Літвінов. Постраждали місто Берислав, селище Нововоронцовка, села Бургунка, Вірівка та Тягинка. Російська армія завдала авіаційних ударів по околицях села Вірівка, а також обстріляла околиці села Бургунка із реактивних систем залпового вогню. За допомогою безпілотних літальних апаратів було атаковано місто Берислав, селище Нововоронцовка та село Тягинка. Внаслідок обстрілів пошкоджено автозаправну станцію у Нововоронцовці та виникла пожежа у багатоквартирному будинку в Бериславі. У Нововоронцовці поранення отримав 56–річний чоловік, якому надали медичну допомогу.

###### 21 листопада 2024 року
21 листопада 2024 року російські окупанти обстріляли Бериславську, Нововоронцовську та Тягинську територіальні громади. Про це повідомив начальник Бериславської районної військової адміністрації Володимир Літвінов. Постраждали місто Берислав, села Осокорівка та Тягинка. Внаслідок обстрілів із артилерії та мінометів було пошкоджено житлові будинки та господарські споруди в Бериславі, Тягинці та Осокорівці. Окупанти також атакували Берислав і Тягинку за допомогою безпілотних літальних апаратів, що призвело до додаткових пошкоджень. У Бериславі внаслідок атаки БПЛА поранення отримав 44–річний чоловік, якому надали медичну допомогу.

###### 22 листопада 2024 року
22 листопада 2024 року російські окупанти обстріляли Бериславську та Тягинську територіальні громади. Про це повідомив начальник Бериславської районної військової адміністрації Володимир Літвінов. Під обстріл потрапили місто Берислав, села Одрадокам'янка та Тягинка. Російська армія обстріляла село Тягинка з артилерії, а також атакувала Берислав, Одрадокам'янку та Тягинку за допомогою безпілотних літальних апаратів. Пошкоджено житлові будинки та господарські споруди. 19 листопада 2024 року внаслідок атаки БПЛА у селищі Нововоронцовка поранено 18–річного чоловіка.

###### 23 листопада 2024 року
23 листопада 2024 року російські окупанти обстріляли Бериславську та Новоолександрівську територіальні громади, зокрема села Шляхове та Михайлівка. Про це повідомив начальник Бериславської районної військової адміністрації Володимир Літвінов. Російська армія обстріляла ці села з артилерії та мінометів, пошкодивши житлові будинки та господарські споруди. Жертв та постраждалих серед цивільного населення немає.

###### 24 листопада 2024 року
24 листопада 2024 року російські окупанти обстріляли Бериславську та Новоолександрівську територіальні громади, зокрема Берислав та Михайлівку. Про це повідомив начальник Бериславської районної військової адміністрації Володимир Літвінов. Російська армія обстріляла Михайлівку з артилерії та атакувала Берислав за допомогою безпілотних літальних апаратів. Пошкоджено житлові будинки та господарські споруди. Жертв та постраждалих серед цивільного населення немає.

###### 25 листопада 2024 року
25 листопада 2024 року російські окупанти обстріляли Бериславську, Новоолександрівську, Новорайську, Милівську та Тягинську територіальні громади, включаючи населені пункти Берислав, Михайлівка, Томарине, Червоний Маяк, Качкарівка та Тягинка. Про це повідомив начальник Бериславської районної військової адміністрації Володимир Літвінов. Російська армія здійснила артилерійські обстріли та атаки безпілотними літальними апаратами, що призвело до пошкодження житлових будинків, господарських споруд та приватного транспортного засобу в Качкарівці. Унаслідок атаки в Бериславі поранення отримав 59–річний чоловік, якому було надано медичну допомогу.

###### 26 листопада 2024 року
26 листопада 2024 року російські окупанти обстріляли Бериславську, Нововоронцовську, Новоолександрівську, Милівську та Тягинську територіальні громади, включаючи населені пункти Берислав, Шляхове, Золота Балка, Осокорівка, Милове та Одрадокам'янка. Про це повідомив начальник Бериславської районної військової адміністрації Володимир Літвінов. Російська армія завдала авіаційний удар по селу Одрадокам'янка та обстріляла з реактивних систем залпового вогню і артилерії місто Берислав, села Шляхове, Милове та околиці Осокорівки. Також окупанти атакували безпілотними літальними апаратами Берислав і Золоту Балку. Пошкоджено житлові будинки, господарські споруди та приватний транспортний засіб у Золотій Балці. Унаслідок обстрілів у Бериславі поранено 60–річного чоловіка та 59–річну жінку, яким було надано медичну допомогу.

###### 27 листопада 2024 року
27 листопада 2024 року російські окупанти обстріляли Бериславську, Нововоронцовську, Милівську та Тягинську територіальні громади, включаючи населені пункти Берислав, Зміївка, Золота Балка, Милове, Дудчани та Тягинка. Про це повідомив начальник Бериславської районної військової адміністрації Володимир Літвінов. Російська армія обстріляла села Милове, Тягинка та околиці Золотої Балки з реактивних систем залпового вогню та артилерії, а також атакувала безпілотними літальними апаратами Берислав, Зміївку, Золоту Балку, Дудчани та Тягинку. Пошкоджено житлові будинки, господарські споруди та об'єкт критичної інфраструктури у Дудчанах. Унаслідок атаки в Бериславі поранено 70–річного чоловіка.

###### 28 листопада 2024 року
28 листопада 2024 року російські окупанти обстріляли Бериславську, Новоолександрівську, Новоолександрівську, Новорайську, Милівську та Тягинську територіальні громади. Під обстріл потрапили місто Берислав, села Шляхове, Золота Балка, селище Нововоронцовка, села Монастирське, Качкарівка, Червоний Маяк, Одрадокам'янка. Про це повідомив начальник Бериславської районної військової адміністрації Володимир Літвінов. Російська армія використовувала реактивні системи залпового вогню, артилерію, міномети та танки для обстрілів сіл Качкарівка, Шляхове, Золота Балка, Одрадокам'янка. Також були використані безпілотні літальні апарати для атак на Берислав, Монастирське, Червоний Маяк та Нововоронцовку. Пошкоджено житлові будинки, господарські споруди, будівлю гуманітарного складу у селі Качкарівка та приватний транспортний засіб у селищі Нововоронцовка. Жертв та постраждалих серед цивільного населення немає.

###### 29 листопада 2024 року
29 листопада 2024 року російські окупанти обстріляли Бериславську, Новоолександрівську, Новоолександрівську, Новорайську, Милівську та Тягинську територіальні громади. Під обстріл потрапили села Зміївка, Новоберислав, Петропавлівка, Монастирське, Дудчани, Одрадокам'янка та Тягинка. Про це повідомив начальник Бериславської районної військової адміністрації Володимир Літвінов. Російська армія завдала авіаційного удару по селу Одрадокам'янка та обстріляла села Монастирське, Зміївка, Осокорівка, Дудчани та Тягинка з реактивних систем залпового вогню та артилерії. Також були використані безпілотні літальні апарати для атак на Новоберислав та Тягинку. Пошкоджено житлові будинки, господарські споруди мешканців, виникла пожежа приватного домоволодіння у селі Монастирське, яку ліквідував підрозділ ДСНС. Російська армія завдала ракетного удару по населеному пункту Бериславського району, внаслідок чого пошкоджено житлові будинки, господарські споруди та поранено 59–річну жінку, яку доставлено до лікарні.

###### 30 листопада 2024 року
30 листопада 2024 року російські окупанти обстріляли Бериславську, Новоолександрівську та Тягинську територіальні громади. Під обстріл потрапили місто Берислав, села Гаврилівка, Золота Балка, Бургунка, Тягинка та Одрадокам'янка. Про це повідомив начальник Бериславської районної військової адміністрації Володимир Літвінов. Російська армія завдала артилерійських обстрілів по Бериславу, селам Гаврилівка, Золота Балка, Одрадокам'янка, Тягинка та околиці Бургунки. Також були використані безпілотні літальні апарати для атак на Берислав. Пошкоджено житлові будинки, господарські споруди мешканців та будівлю освітнього закладу у Бериславі. Жертв та постраждалих серед цивільного населення немає.